# Якимович, Антон Иванович
Антон Иванович Якимович (1883—1944) — генерал-майор Рабоче-крестьянской Красной Армии.

## Биография

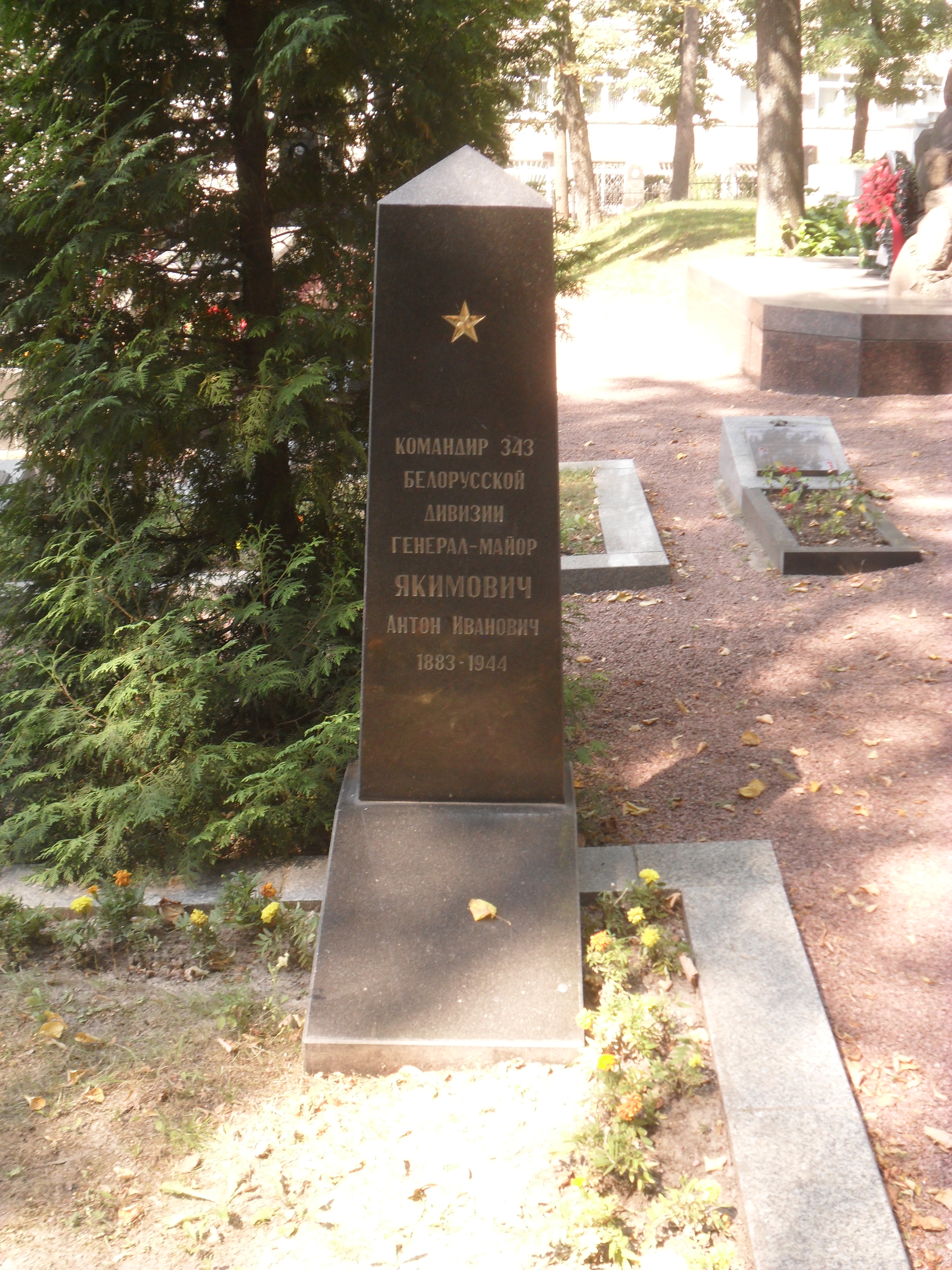
Могила Якимовича на Военном кладбище Минска.

Антон Якимович родился 15 июля 1883 года в деревне Кокотово (ныне — Копачевский сельсовет, Мстиславский район Могилёвской области Белоруссии). С раннего возраста был вынужден работать сначала на Украине, затем чернорабочим на мозаичной фабрике в Тифлисе. Участвовал в революционном движении, дважды арестовывался царской полицией.
Участвовал в боях Первой мировой войны на Юго-Западном фронте. После Октябрьской революции в начале 1918 года Якимович пошёл на службу в Рабоче-крестьянскую Красную Армию. Участвовал в Гражданской войне под командованием Григория Котовского. После её окончания продолжил службу в армии. В 1920-е годы Якимович командировался в Монголию, где служил 5 лет и занимался обучением монгольских артиллеристов. Позднее он участвовал в боях советско-финской войны.
Начало Великой Отечественной войны комбриг Антон Якимович занимал должность коменданта Летичевского укрепрайона. С осени 1941 года Якимович сформировал и возглавил 154-й укрепрайон Московской зоны обороны. Позднее он был назначен командиром гарнизона города Вязьма Смоленской области, а затем — командиром 343-й стрелковой дивизии. Под его руководством дивизия успешно действовала во время освобождения Белорусской ССР. 25 августа 1944 года машина, на которой ехал Якимович, подорвалась на вражеской мине в районе деревни Пенсы-Липно на территории Польши, генерал, его адъютант и водитель погибли на месте. Похоронен на Военном кладбище Минска.
Был награждён Георгиевским крестом I степени, Георгиевским крестом II степени, Георгиевским крестом III степени, Георгиевским крестом IV степени, двумя орденами Красного Знамени, орденами Кутузова 2-й степени, Отечественной войны 1-й степени, Трудового Красного Знамени, монгольским орденом Красного Знамени, медалью.